# Raúl Gerardo Quintero Flores
Raúl Gerardo Quintero Flores (Monterrey, Nuevo León, 4 de diciembre de 1941) es un matemático, ingeniero, investigador, inventor y académico mexicano.

## Estudios y docencia
Realizó la licenciatura en Matemáticas en la Universidad Autónoma de Nuevo León (UANL), se trasladó a los Estados Unidos para continuar sus estudios en el Instituto Tecnológico de Massachusetts (MIT) en donde obtuvo una maestría en ingeniería mecánica eléctrica. A su regreso a México cursó estudios de Alta Dirección en el Instituto Panamericano de Alta Dirección de Empresa (IPADE).
Ha impartido cátedra en su alma mater durante más de veinte años. Fue fundador de la Escuela de Graduados en la Facultad de Ingeniería Mecánica Eléctrica y fue elegido miembro de la Junta de Gobierno de la UANL para el período 2007-2018.

## Aportaciones
Fue director general de la División Tecnología de Hojalata y Lámina S.A. (Hylsa) de 1981 a 2004, colaboró para mejorar la tecnología Hyl en la fabricación del hierro esponja, así como en mejorar el proceso para la obtención de hierro de alta pureza. Fundó y dirigió la compañía Lumidim de México, empresa dedicada al control inteligente y ahorro de energía.
Es investigador del Sistema Nacional de Investigadores del Consejo Nacional de Ciencia y Tecnología (Conacyt). Es miembro de la Academia Mexicana de Ingeniería y del Consejo Técnico del Proyecto del Museo del Acero en la ciudad de Monterrey. Fue miembro de la Junta de Gobierno de la Fundación México-Estados Unidos para la Ciencia durante siete años. Ha sido inventor y coinventor de varias patentes internacionales, ocho de ellas relacionadas con el proceso de hierro esponja y una de ellas con los sistemas de ahorro de energía eléctrica.

## Premios y distinciones
- Doctorado honoris causa por la Universidad Autónoma de Nuevo León en 1991.
- Premio a la Excelencia Profesional por la Universidad Autónoma de Nuevo León en 2005.
- Premio Nacional de Ciencias y Artes en el área de Tecnología y Diseño por la Secretaría de Educación Pública en 2011.